# 珀烏卡鄉
46°01′N 23°54′E / 46.017°N 23.900°E
珀烏卡鄉（羅馬尼亞語：Comuna Păuca, Sibiu），是羅馬尼亞的鄉份，位於該國中部，由錫比烏縣負責管轄，面積74平方公里，海拔高度405米，2007年人口2,011，人口密度每平方公里27人。